# Castillo de Villafeliche
El castillo de Villafeliche, también denominado castillo de Villafeliz, es una fortaleza de origen musulmán ubicada el municipio zaragozano de Villafeliche, en lo alto de un cerro, sobre la población.

## Historia
El castillo de Villafeliz, de origen musulmán, fue reconquistado en 1121 por Alfonso I el Batallador, quedando encuadrado inicialmente dentro de la comunidad de aldeas de Calatayud. En los años posteriores, tras la muerte del Batallador y con los problemas surgidos por su testamente, al igual que otras plazas aragonesas, durante algún tiempo estuvo bajo soberanía castellana, hecho que se conoce, por escritos donde Alfonso VII de Castilla hace entrega de la villa al obispo de Sigüenza. Por un breve espacio de tiempo perteneció también a la comunidad de aldeas de Daroca, al monasterio de Piedra y al obispado de Tarazona. Pasó también por las manos de diversos tenentes entre los que aparecen los apellidos más ilustres de la nobleza aragonesa como Sancho Fernández de Azagra o Fernán López de Luna, señor de Ricla en 1366.

## Descripción
Se encuentra construido sobre un cerro inmediato a la localidad, al que solo se puede acceder por uno de los lados que es donde se encuentra la puerta de acceso.
El resto del castillo se encuentra protegido , en el lado contrario a la puerta de acceso, por un foso y en los laterales, por altos muros de roca.
Se trata de un recinto trapezoidal, construido en piedra y tapial, que tiene en una de las esquinas una potente torre del homenaje de unos siete metros de lado.
Conserva en otras dos esquinas otras dos torres de menor tamaño también cuadrados, aunque de uno de ellos sólo se conserva la base.
La muralla se encuentra recrecida por un parapeto con aspilleras que probablemente corresponde a la época de las guerras carlistas.

## Catalogación
El Castillo de Villafeliche está incluido dentro de la relación de castillos considerados Bienes de Interés Cultural en virtud de lo dispuesto en la disposición adicional segunda de la Ley 3/1999, de 10 de marzo, del Patrimonio Cultural Aragonés. Este listado fue publicado en el Boletín Oficial de Aragón del 22 de mayo de 2006.